# Síndrome de De Quervain
Síndrome de De Quervain, enfermidade de De Quervain, torcedura da Lavandeira, tenosinovite estenosante de De Quervain é uma forma de tendinite (inflamção do tendão) ou sinovite (inflamação sinovial) crônica identificada e descrita em 1895 por Fritz De Quervain.
A tendinite estenosante de De Quervain é a constrição dolorosa da baínha comum dos tendões dos músculos abdutor longo e extensor curto do polegar, no chamado primeiro compartimento dorsal. O processo inflamatório da baínha causa a diminuição do seu espaço, comprimindo os tendões.

## Sinais e sintomas
Os sintomas são dor, enrijecimento e inchaço no lado do polegar do pulso. A dor ao mover varia durante o dia e pode ser súbita e intensa (aguda), na região dorsal do polegar e no processo estilóide do rádio. No quadro crônico, o paciente refere dificuldade para agarrar com o movimento de pinça (como uma xícara ou um lápis) e fazer força com o polegar. Queixas de dor ocorrem ao torcer a roupa, abrir a porta com chave, abrir tampa de lata, digitar, tocar instrumentos musicais etc.

## Diagnóstico
O teste de Finkelstein é usado para diagnosticar a síndrome de de Quervain em pessoas que têm dor no punho. Para realizar o teste, o polegar é colocado na mão fechada e a mão é torcida em direção ao dedo mínimo - desvio ulnar (como visto na figura) - para testar se ocorre dor no punho abaixo do polegar. A dor pode ocorrer em um indivíduo normal, mas se severa, há chances de ser a síndrome de de Quervain. A dor se localizará no antebraço, no lado do polegar, cerca de uma polegada abaixo do punho.

## Tratamento
Assim como outras tendinites e sinovites é feito com repouso, imobilização reto por um ou mais meses, gelo e AINEs (como buspirona ou ibuprofeno) para desinflamar e massagem local. Em casos avançados pode ser aplicado uma ou mais injeções de corticosteroide para desinflamar ou cirurgia para reparar a articulação lesionada.